# Nevěstin otec
Nevěstin otec (v originále Father of the Bride) je komedie USA z roku 1950, trvající 92 minut, která získala 3 nominace na Oscara: nejlepší film, herec v hlavní roli (Spencer Tracy) a scénář.
Režie: Vincente Minnelli
Hrají: Spencer Tracy, Joan Bennett, Elizabeth Taylor, Don Taylor, Leo G. Carroll, Russ Tamblyn